# USL W-League 1998
Die USL W-League 1998 war die vierte Saison der von der United Soccer League ausgetragenen zweitklassigen Frauenfußball-Liga. Titelverteidiger waren die Long Island Lady Riders.

## Modus
Im Vergleich zur Vorsaison wurden die Divisionen nach Leistung voneinander getrennt, was am Ende zwei Staffeln innerhalb der Liga bedeutete. Diese umfassten jeweils drei Divisionen, in denen jede Mannschaft in der W-1 Division 14 Spiele absolvierte und in der W-2 Division 12 Spiele. Für einen Sieg gibt es drei Punkte, steht es nach 90 Minuten noch Unentschieden gibt es direkt ein Shootout. Der Gewinner davon bekommt dann noch einen Punkt.

## Mannschaften
Durch die Teilung der Liga in zwei leistungsorientierte Staffeln gab es auch wieder Platz für neue Teams. So kamen in der W-1 Division die Franchises Charlotte Speed, die Raleigh Wings, die New Jersey Wildcats, die New Jersey Lady Stallions und in der W-2 Division die Finger Lakes Heartbreakers, die Miami Gliders, die Orlando Ladyhawks sowie Kalamazoo Quest hinzu.
Bereits früh im Verlauf der Saison lösten sich in der W-2 Division Dallas Lightning, Mississippi Chaos und Madison Freeze auf. Nach dem Ende der Spielzeit traf dies auch auf Columbus Ziggx und die Buffalo FFillies in der W-1 Division, sowie die Finger Lakes Heartbreakers, die Connecticut Lady Wolves, die Alabama Angels und die Orlando Ladyhawks zu.

## Tabelle

### W-1 Division

#### North Division
| Pl.                                       | Franchise               | Sp. | S  | U | N  | Tore    | Diff. | Punkte |
| ----------------------------------------- | ----------------------- | --- | -- | - | -- | ------- | ----- | ------ |
| 1.                                        | Boston Renegades        | 14  | 11 |   | 3  | 031:140 | +17   | 33     |
| 2.                                        | Maryland Pride          | 14  | 10 |   | 4  | 024:110 | +13   | 28     |
| 3.                                        | Long Island Lady Riders | 14  | 10 |   | 4  | 031:140 | +17   | 24     |
| 4.                                        | Delaware Genies         | 14  | 5  |   | 9  | 023:270 | −4    | 13     |
| 5.                                        | New Jersey Wildcats     | 14  | 3  |   | 11 | 018:530 | −35   | 07     |
| Quelle: rsssf.org, Stand: Saisonende 1998 |                         |     |    |   |    |         |       |        |

#### South Division
| Pl.                                       | Franchise         | Sp. | S  | U | N | Tore    | Diff. | Punkte |
| ----------------------------------------- | ----------------- | --- | -- | - | - | ------- | ----- | ------ |
| 1.                                        | Raleigh Wings     | 14  | 14 |   | 0 | 058:900 | +49   | 42     |
| 2.                                        | Atlanta Classics  | 14  | 9  |   | 5 | 038:260 | +12   | 27     |
| 3.                                        | Jackson Calypso   | 14  | 6  |   | 8 | 024:360 | −12   | 18     |
| 4.                                        | Tampa Bay Extreme | 14  | 6  |   | 8 | 034:240 | +10   | 18     |
| 5.                                        | Charlotte Speed   | 14  | 5  |   | 9 | 036:310 | +5    | 15     |
| Quelle: rsssf.org, Stand: Saisonende 1998 |                   |     |    |   |   |         |       |        |

#### Central Division
| Pl.                                       | Franchise                 | Sp. | S  | U | N | Tore    | Diff. | Punkte |
| ----------------------------------------- | ------------------------- | --- | -- | - | - | ------- | ----- | ------ |
| 1.                                        | Chicago Cobras            | 13  | 11 |   | 2 | 045:200 | +25   | 33     |
| 2.                                        | Denver Diamonds           | 14  | 11 |   | 3 | 043:100 | +33   | 33     |
| 3.                                        | New Jersey Lady Stallions | 14  | 11 |   | 3 | 043:100 | +33   | 33     |
| 4.                                        | Columbus Ziggx            | 13  | 6  |   | 7 | 032:310 | +1    | 18     |
| 5.                                        | Rochester Ravens          | 12  | 3  |   | 9 | 017:270 | −10   | 09     |
| 6.                                        | Buffalo FFillies          | 5   | 0  |   | 5 | 002:190 | −17   | 0      |
| Quelle: rsssf.org, Stand: Saisonende 1998 |                           |     |    |   |   |         |       |        |

### W-2 Division

#### North Division
| Pl.                                       | Franchise                   | Sp. | S | U | N  | Tore    | Diff. | Punkte |
| ----------------------------------------- | --------------------------- | --- | - | - | -- | ------- | ----- | ------ |
| 1.                                        | New York Magic              | 12  | 9 |   | 2  | 033:200 | +31   | 27     |
| 2.                                        | Finger Lakes Heartbreakers  | 12  | 6 |   | 6  | 010:200 | −10   | 16     |
| 3.                                        | Central Jersey Splash       | 12  | 5 |   | 7  | 016:190 | −3    | 15     |
| 4.                                        | Connecticut Lady Wolves     | 12  | 4 |   | 8  | 011:210 | −10   | 12     |
| 5.                                        | Rhode Island Rays           | 12  | 2 |   | 10 | 011:340 | −23   | 06     |
| 6.                                        | New Hampshire Lady Phantoms | 12  | 5 |   | 7  | 011:320 | −21   | 15     |
| Quelle: rsssf.org, Stand: Saisonende 1998 |                             |     |   |   |    |         |       |        |

#### South Division
| Pl.                                       | Franchise             | Sp. | S | U | N  | Tore    | Diff. | Punkte |
| ----------------------------------------- | --------------------- | --- | - | - | -- | ------- | ----- | ------ |
| 1.                                        | Miami Gliders         | 12  | 9 |   | 3  | 051:180 | +33   | 27     |
| 2.                                        | Hampton Road Piranhas | 12  | 5 |   | 7  | 021:280 | −7    | 13     |
| 3.                                        | Alabama Angels        | 12  | 2 |   | 10 | 007:620 | −55   | 06     |
| 4.                                        | Orlando Ladyhawks     | 12  | 0 |   | 12 | 004:610 | −57   | 0      |
| Quelle: rsssf.org, Stand: Saisonende 1998 |                       |     |   |   |    |         |       |        |

#### Central Division
| Pl.                                       | Franchise          | Sp. | S | U | N  | Tore    | Diff. | Punkte |
| ----------------------------------------- | ------------------ | --- | - | - | -- | ------- | ----- | ------ |
| 1.                                        | Cleveland Eclipse  | 12  | 9 |   | 3  | 034:210 | +13   | 23     |
| 2.                                        | Fort Collins Force | 12  | 7 |   | 5  | 036:230 | +13   | 21     |
| 3.                                        | Indiana Blaze      | 12  | 5 |   | 7  | 017:340 | −17   | 13     |
| 4.                                        | Kalamazoo Quest    | 12  | 4 |   | 8  | 014:440 | −30   | 10     |
| 5.                                        | Rockford Dactyls   | 12  | 2 |   | 10 | 018:300 | −12   | 06     |
| Quelle: rsssf.org, Stand: Saisonende 1998 |                    |     |   |   |    |         |       |        |

## Playoffs

### W-1 Division
Als amtierender Meister durften die Long Island Lady Riders auch an den Playoffs teilnehmen.

#### Divisional
|                           |   |                         |     |
| Maryland Pride            | – | Long Island Lady Riders | 2:1 |
| Raleigh Wings             | – | Atlanta Classics        | 2:1 |
| New Jersey Lady Stallions | – | Chicago Cobras          | 1:0 |

#### Semifinal
|                  |   |                           |     |
| Raleigh Wings    | – | Maryland Pride            | 5:0 |
| Boston Renegades | – | New Jersey Lady Stallions | 2:0 |

#### Spiel um Platz drei
|                           |   |                |     |
| New Jersey Lady Stallions | – | Maryland Pride | 1:0 |

#### Championship Game
|               |   |                  |     |
| Raleigh Wings | – | Boston Renegades | 4:3 |

### W-2 Division

#### Divisional
|                    |   |                            |     |
| New York Magic     | – | Finger Lakes Heartbreakers | 1:0 |
| Fort Collins Force | – | Cleveland Eclipse          | 1:0 |

#### Semifinal
|                       |   |                |     |
| Hampton Road Piranhas | – | New York Magic | 2:1 |
| Fort Collins Force    | – | Miami Gliders  | 4:0 |

#### Spiel um Platz drei
|                |   |               |     |
| New York Magic | – | Miami Gliders | 3:0 |

#### Championship Game
|                    |   |                       |     |
| Fort Collins Force | – | Hampton Road Piranhas | 3:0 |